# Мадхъямака
Мадхъя́мака, или мадхья́мика (санскр. मध्यमक, IAST Madhyamaka ~ «срединность», кит. 中觀宗) — одно из двух основных (наряду с йогачарой) философских направлений буддизма махаяны. Основатель — полулегендарный мыслитель Нагарджуна (возможно, жил во II в. н. э.). В центре почти всей полемики в буддийской онтологии был вопрос о реальности дхарм.
Все школы Тхеравады считали дхармы единственной доступной нам реальностью, считая само собой разумеющимся, что сами дхармы — именно реальность. (Сарвастивада, впрочем, считала, что наше сознание адекватно отражает внешний мир.)
Мадхъямака доказывает, что невозможно утверждать ни реальность, ни нереальность дхарм: и то, и другое решение приводит к логическим противоречиям. Единственно возможным она считает срединное («мадхъяма» — «середина») решение проблемы: дхармы ни реальны, ни нереальны — они пусты. Отсюда — ещё одно название мадхъямаки: «шуньявада» — от «шунья», «пустота» и «вада» — «знание» (учение). Подлинно реальным могло бы быть лишь то, что обладало бы самобытием (свабхава), то есть существовало бы само по себе. Но именно такого бытия и невозможно допустить логически: всё существует лишь благодаря другому, и нет никакого конечного пункта, который мы могли бы считать первоосновой. Отсюда же вытекает относительность вообще всех наших понятий и противоположений, даже противопоставления сансары и нирваны. Все философские концепции поэтому — лишь путь к истине, но ни в коем случае не сама истина, которая усматривается только в йогическом созерцании.
Отличием мадхъямаки от йогачары и от брахманистской школы адвайта-веданта является положительное решение вопроса о наличии объективного мира. В то время как йогачара и адвайта, признавая единство воспринимающего и воспринимаемого, решают проблему дуальности объекта и субъекта через отказ от реальности объекта, мадхъямака признаёт существование объективного, при этом подчёркивая единство объективного и субъективного через пустотность (шуньяту). В этой дискуссии мнение мадхъямаков состоит также в том, что хотя решение этого вопроса непроверяемо и недоказуемо, положительное мнение о существовании объективного мира более естественно и не ранит человеческую психику, в то время как отрицательное решение трудно для восприятия и понимания.
Впоследствии, в VI веке н. э. мадхъямака разделилась на ортодоксальную мадхъямаку-прасангику и мадхъямаку-сватантрику, которая считала возможным условно считать реальными либо дхармы, либо алая-виджняну — «сокровищницу сознания» йогачары.
Важнейшим каноническим текстом мадхъямаки и вообще махаяны, в компактной форме излагающим учение о пустоте дхарм и отсутствии любых противоречий, является «Сутра Сердца Праджня-парамиты».